# Cmentarz wojenny nr 256 – Pasieka Otfinowska
Cmentarz wojenny nr 256 – Pasieka Otfinowska – cmentarz z I wojny światowej znajdujący się we wsi Pasieka Otfinowska w województwie małopolskim, w powiecie tarnowskim, w gminie Żabno. Jest jednym z 400 zachodniogalicyjskich cmentarzy wojennych zbudowanych przez Oddział Grobów Wojennych C. i K. Komendantury Wojskowej w Krakowie. W VIII okręgu brzeskim cmentarzy tych jest 52.

## Opis cmentarza
Cmentarz znajduje się wśród pól u podnóża wałów przeciwpowodziowych na Dunajcu, w miejscu, przy którym przez wały te przechodzi droga do promu na Dunajcu. Ma kształt prostokąta. W całości ogrodzony jest niskim betonowym murem. Wejście od strony pół przez niską dwuskrzydłową furtkę drewnianą osadzoną na dwóch masywnych betonowych słupkach. Na jednym z boków ogrodzenia znajduje się zwieńczona trójkątnym daszkiem tablica. Centralny pomnik to wysoki drewniany, rzeźbiony krzyż łaciński osadzony na betonowym cokole. We wnękach ściantego cokołu zamontowano emaliowane tabliczki z nazwiskami poległych żołnierzy. Od furtki do krzyża prowadzi szeroka alejka. Po obu jej stronach w rzędach umieszczono nagrobki. Na betonowych cokołach posiadają one dwa rodzaje krzyży:
- żeliwne krzyże łacińskie z datą „1915”, o rozszerzonych końcach ramion,
- krzyże łacińskie z płaskownika, nakryte daszkiem z ząbkowanej blachy.

## Polegli
Pochowano tutaj 189 żołnierzy armii austro-węgierskiej, zidentyfikowano 61. Polegli oni głównie w grudniu 1914 r. oraz w maju 1915 r. Front przechodził bowiem tędy dwukrotnie; w grudniu, gdy wojska rosyjskie zajmowały ten teren, oraz na początku maja 1915 r. gdy podczas wielkiej ofensywy zwanej bitwą pod Gorlicami sprzymierzone wojska austro-węgierskie i niemieckie przełamały obronę Rosjan i zmusiły ich do cofnięcia się daleko na wschód. Duże straty poniósł wtedy 66 Pułk Piechoty Austro-Węgier mający okręg uzupełnień w okolicach miasta Użhorod. Jego skład w 1914 r. stanowili Węgrzy (25%), Słowacy (46%) i Rusini (22%).

## Losy cmentarza
Po II wojnie ranga cmentarza w świadomości społeczeństwa i ówczesnych władz zmalała, przybyły bowiem nowe, świeższe cmentarze i dramatyczne historie nowej wojny. Zapomniane cmentarze z I wojny ulegały naturalnemu niszczeniu przez czynniki przyrody, zdarzały się także akty wandalizmu. Dopiero w latach 90. zaczęto cmentarze te odnawiać. Cmentarz nr 256 został z budżetu państwa polskiego gruntownie odnowiony. Usunięto zarastające go drzewa i chaszcze (pozostawiono tylko 3 drzewa zasadzone przez Austriaków podczas wykonywania cmentarza), wyremontowano ogrodzenie i wykonano nową furtkę, uporządkowano pole cmentarne, odmalowano krzyże, wykonano nowy krzyż drewniany i nowe tabliczki imienne, zmontowano tablicę informacyjną. Planowane jest doprowadzenie do cmentarza drogi.

## Przypisy

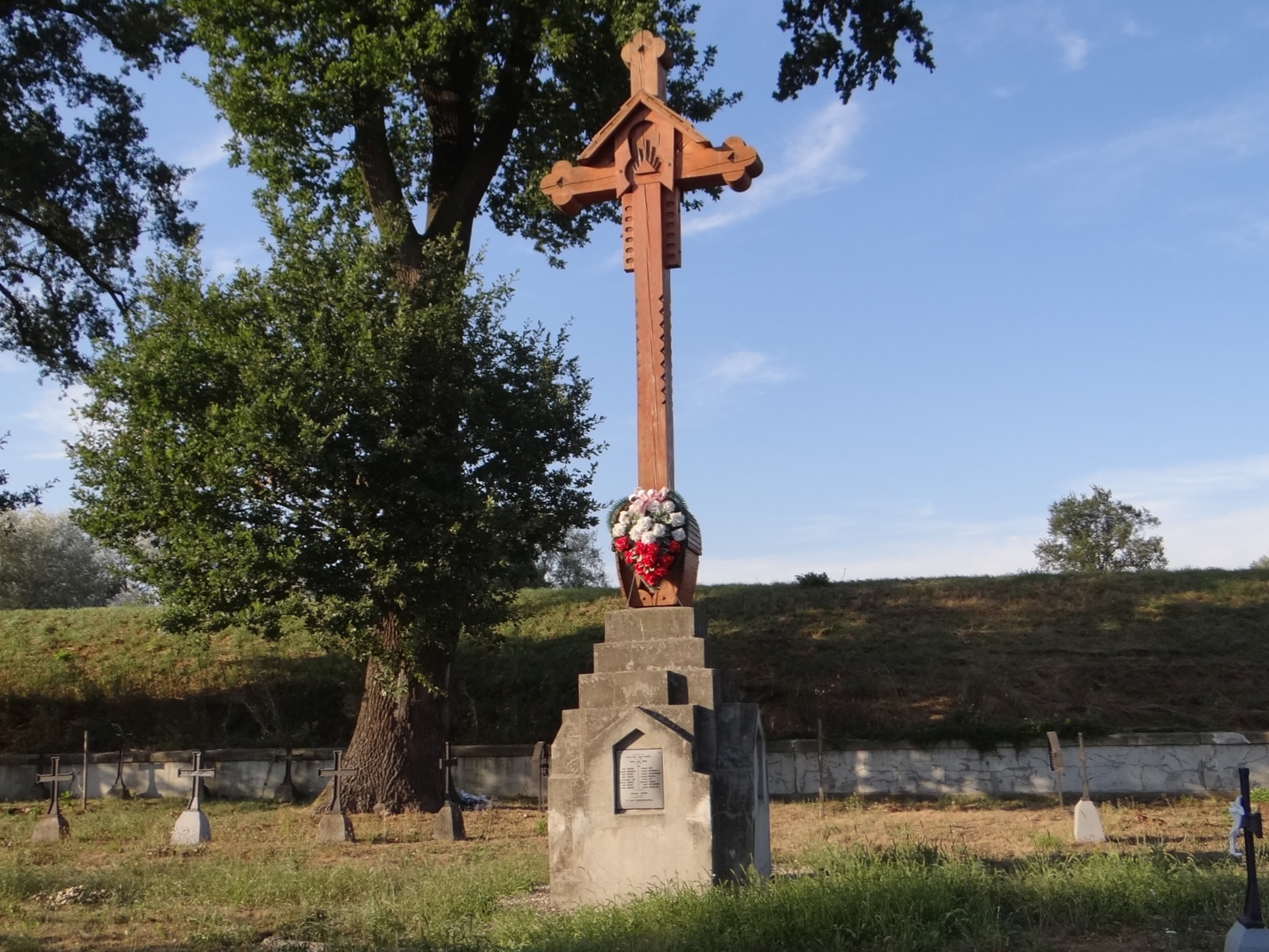
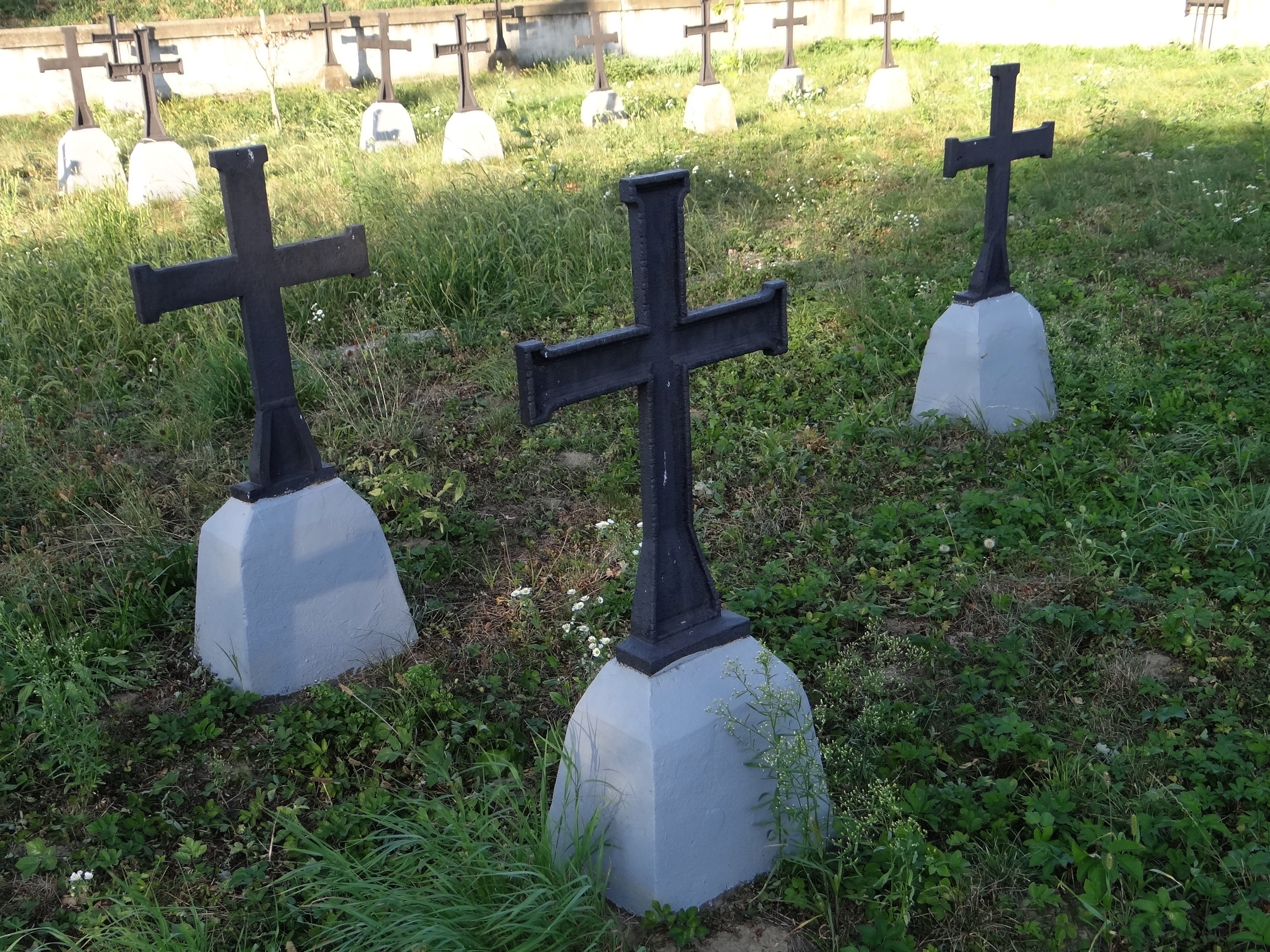
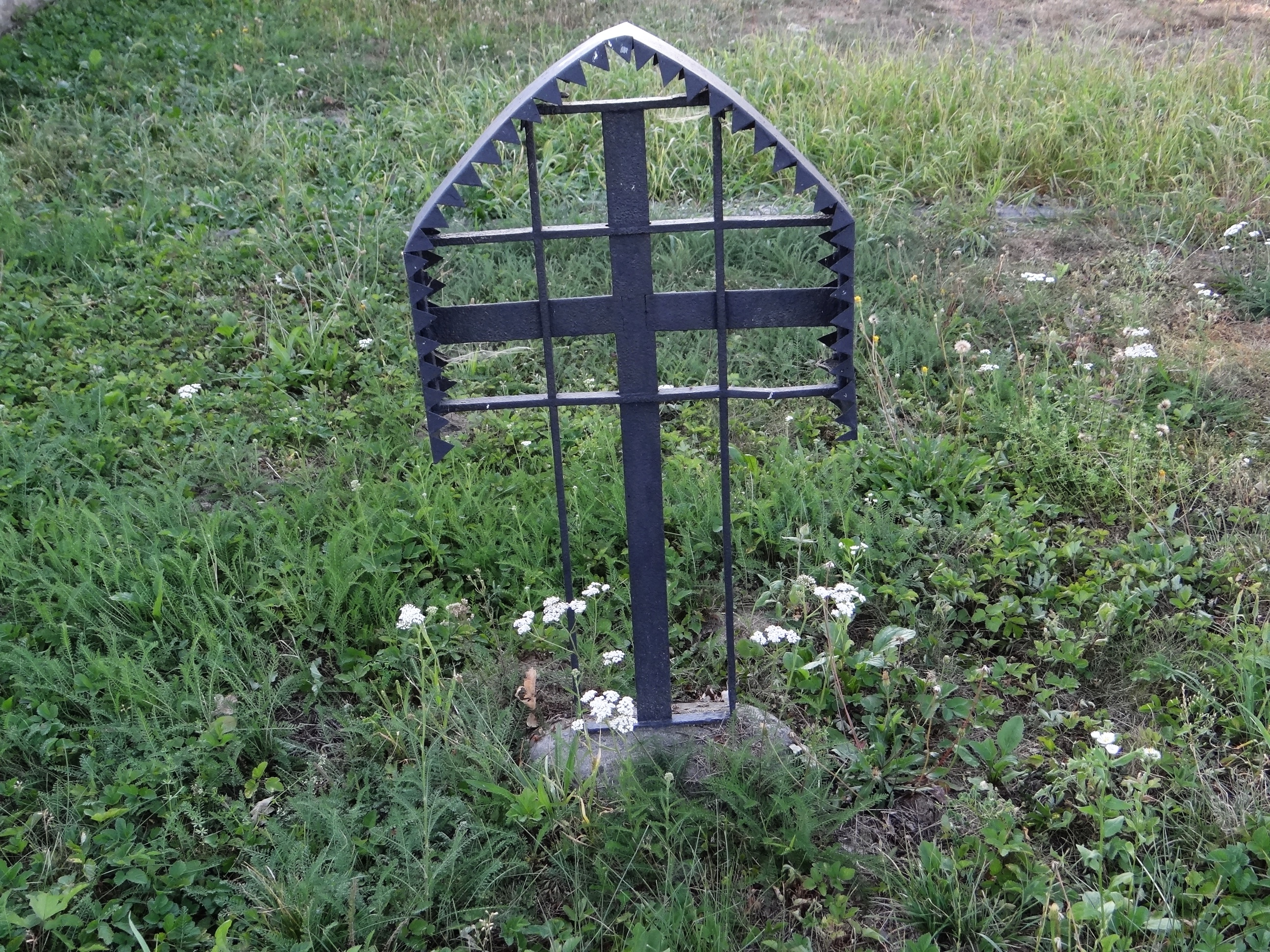
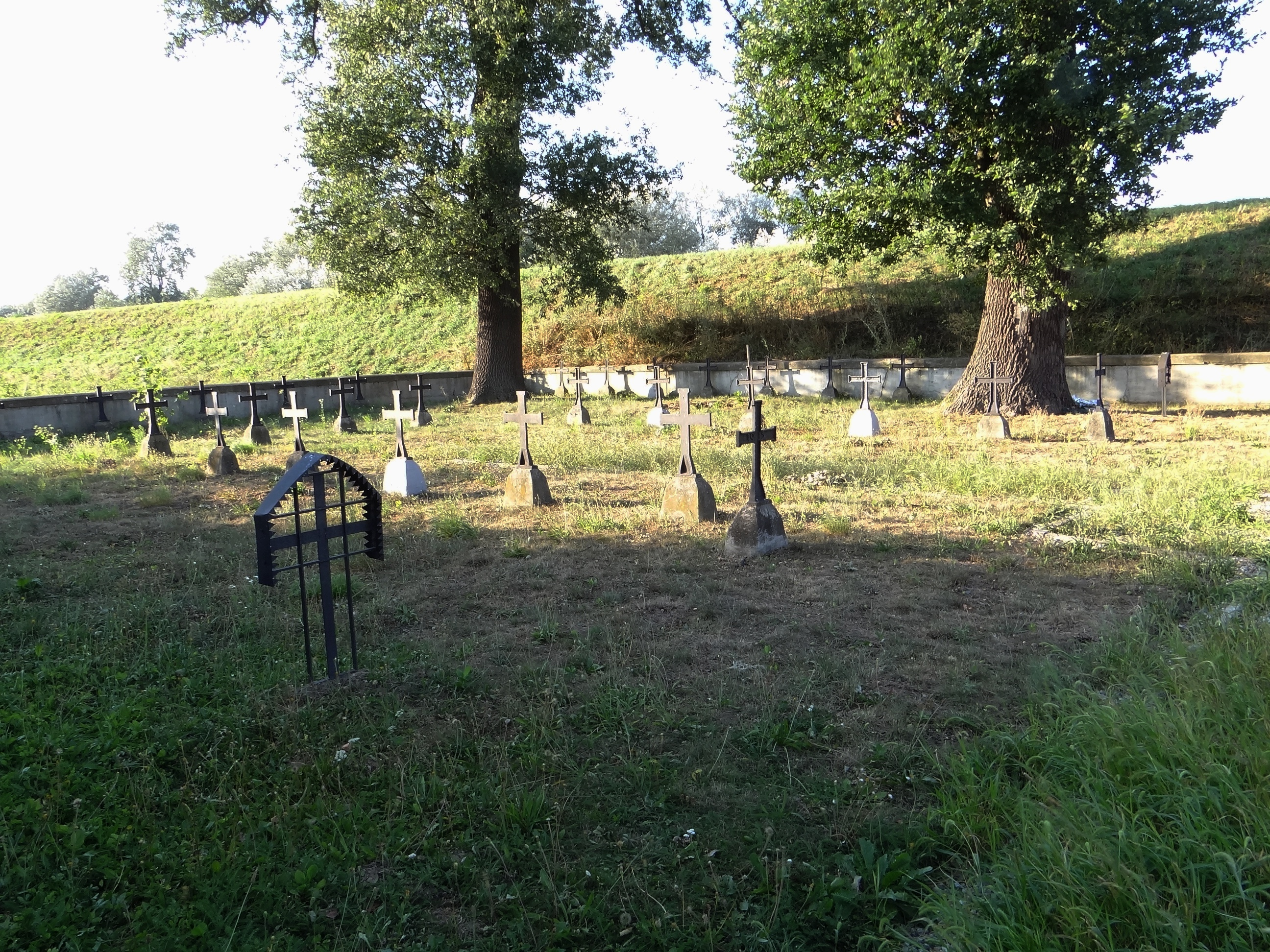